# Brás, Bexiga e Barra Funda
Brás, Bexiga e Barra Funda é uma coletânea de contos do escritor brasileiro António de Alcântara Machado, publicada pela primeira vez em 1927, em pleno modernismo da primeira fase. Em 1944 foi publicada uma segunda edição dos dois livros de contos do autor reunidos, intitulada Brás, Bexiga e Barra Funda e Laranja da China, com prefácio de Sérgio Milliet. Em 1971 Brás, Bexiga e Barra Funda foi incluída na coletânea Novelas Paulistanas, organizada e prefaciada por Francisco de Assis Barbosa, que reuniu a obra de ficção completa do autor.

## Contos
- "Artigo de Fundo"
- "Gaetaninho"
- "Carmela"
- "Tiro de Guerra nº 35"
- "Amor e Sangue"
- "A Sociedade"
- "Lisetta"
- "Corinthians (2) Vs. Palestra (1)"
- "Notas Biográficas do Novo Deputado"
- "O Monstro de Rodas"
- "Armazém Progresso de São Paulo"
- "Nacionalidade"

## Autor e obra
“A presença ítalo-brasileira na cidade de São Paulo é, de fato, o grande tema deste livro. [...] O autor tematiza cenas da vida cotidiana paulistana na década de 1920, dedicando especial atenção às contribuições que este novo personagem trouxe para a fisionomia urbana e para a vida social em São Paulo.”
"A originalidade própria do livro está na aguda observação cotidiana, dos pequenos fatos, minúcias, trivialidades e gestos, do dia e da hora que passa. O seu método experimental a que não escapa o menor traço psicológico é realmente fora do comum."
António de Alcântara Machado é  cronista de costumes como poucos, ao focalizar, em Brás, Bexiga e Barra Funda, os chamados "italianinhos de São Paulo", os imigrantes que vinham para os bairros que dão nome ao livro, seus dissabores, tristezas, esperanças, alegrias, perspectivas. 
"Ainda que Oswald de Andrade e Mário de Andrade também tenham focalizado a metrópole, Alcântara Machado o fez de modo singular. Com raro talento e pela ótica do literário, fez desfilar, aos olhos do público, a cidade do início do século XX com os seus mais variados tipos humanos. Embora não tenha convertido Carmela, Lisetta, Gaetaninho, Nino e Pepino em heróis, ao menos conferiu-lhes voz e vez. Como poucos escritores, chamou a atenção para os dramas desses 'italianinhos carcamanos', expressão que cunhou para referir-se aos ítalo-paulistanos, os quais, flagrados no cotidiano prosaico da Rua do Gasômetro ou do Oriente, constituem os elementos centrais de suas narrativas."
Sobre seu livro comentou um cronista da época: “E todas as comédias, e os pequenos dramas que se desenrolam nas ruas pobres, onde há garotos que jogam futebol, que aos próprios enterros dão uma nota clara e vibrante de irreverência, que comentam os namoros dos mais velhos, têm um tal sabor de realidade, que os mais sisudos 'passadistas' são forçados a reconhecer e aplaudir.”
Morto prematuramente, Alcântara Machado deixou obra singular, que retrata São Paulo em toda a sua face compromissada com uma época de imigração, com o retrato de um tempo do qual foi especialmente um grande cronista de costumes, um fotógrafo de acontecimentos que, aparentemente restritos a criaturas, representam, na verdade, os problemas de todos os seres do mundo. Alcântara Machado não era um revolucionário tão inovador a ponto de romper totalmente os padrões.
Mário de Andrade chegou a escrever dele: "Tinha a concepção antiga do herói, eliminava dos seres ideados todas as disparidades, todos os descaminhamentos e incertezas de caráter, para só vincar neles o que os caracteriza essencialmente como protagonistas de uma psicologia determinada. [...] Daí uma universalidade em que todos nós, sem nos reconhecermos jamais nos tipos mostrados por António de Alcântara Machado ( como de fato é a nossa realização psicológica diante do herói clássico...), reconheceríamos sempre os tipos como protótipos, como idealidades psicológicas, mais propriamente do que como sínteses psicológicas."